# Le Cœur des hommes 3
Série Le Cœur des hommes
Le Cœur des hommes 2
(2007)
Pour plus de détails, voir Fiche technique et Distribution.
Le Cœur des hommes 3 est un film franco-belge réalisé par Marc Esposito, tourné en 2012 et sorti en 2013.
Il fait suite aux films Le Cœur des hommes (2003) et Le Cœur des hommes 2 (2007).

## Synopsis
Antoine, Alex et Manu se retrouvent à trois. Brouillés avec leur ami Jeff qui est parti vivre à Miami après s'être séparé d'Elsa, ils continuent tout de même à se voir et à partager leur quotidien. Antoine, qui travaille au ministère des Sports, court tous les matins avec son patron Jean, un solitaire. Séparé de sa femme qui souffre d'une grave dépression, Jean élève seul sa fille et enchaîne les conquêtes féminines. Un jour, Antoine décide de le présenter à Alex et Manu et, très vite, un lien se crée entre Jean et les trois amis.
De son côté, Alex, qui dirige toujours son magazine sportif, apprend par son assistante Joëlle qu'il est le père biologique du fils de celle-ci. L'ancien coureur de jupons est chamboulé par cette nouvelle mais décide de l'avouer à sa femme Nanou bien qu'il craigne sa réaction.
Antoine, lui, entretient une liaison avec Sophie, quinquagénaire comme lui, mais tombe sous le charme d'Estelle, sa collègue, alors en instance de séparation d'avec son mari.
Quant à Manu, il vit heureux avec Juliette avec qui il a eu une fille (en plus de leur fils) et tient toujours sa charcuterie avec son fils Nicolas et sa fille Sandrine. Mais un jour, Juliette lui annonce qu'elle est atteinte d'un cancer et doit subir une opération.
Jean quant à lui, ayant découvert les joies et bienfaits de l'amitié, fait la connaissance d'Alice mais, s'inquiétant pour le bonheur de sa fille, ne souhaite finalement pas entreprendre une liaison durable avec elle.
L'histoire se termine par le mariage de Manu et Juliette (qui a vaincu la maladie), et la rencontre de Jean avec Elsa qui ne le laisse pas indifférent. Les quatre hommes se retrouvent dans la maison de vacances, les pieds dans l'eau de la piscine.

## Fiche technique
Sauf indication contraire, les informations mentionnées dans cette section peuvent être confirmées par la base de données cinématographiques Unifrance,  présente dans la section « Liens externes ».
- Titre original : Le Cœur des hommes 3
- Réalisation et scénario : Marc Esposito
- Musique : Béatrice Thiriet et Philippe Montparnasse
- Décors : Fabienne Guillot
- Costumes : Élisa Ingrassia, Jeanne Bertin et Elisabeth Mehu
- Photographie : Pascal Caubère
- Son : Jean-Luc Verdier, Anne-Laure François, Emmanuel Angrand, Cyrille Richard
- Montage : Benoît Alavoine
- Production[1] : Marc Esposito et Pierre Javaux
  - Production associée : Martin Metz et Bastien Sirodot
  - Coproduction : Hubert Toint, Jeremy Burdek, Nadia Khamlichi, Jean-Jacques Neira, Adrian Politowski et Gilles Waterkeyn
  - Coproduction déléguée : Olivier Abrassart
- Sociétés de production[2] :
  - France : Pierre Javaux Productions, Saga Film, Wayan Productions, en coproduction avec France 2 Cinéma
  - Belgique : Umedia et uFilm
- Sociétés de distribution[3] : Diaphana Films (France) ; Vertigo Films Distribution (Belgique) ; JMH Distributions SA (Suisse romande)
- Budget : 8 565 554 €[4]
- Pays de production :  France,  Belgique
- Langue originale : français
- Format[3] : couleur - 35 mm - 1,85:1 (Panavision) - son DTS (Dolby 5.1)
- Genre : comédie dramatique, romance
- Durée : 114 minutes
- Dates de sortie[5] :
  - Suisse romande : 22 septembre 2013 (Festival du film français d'Helvétie)
  - France, Belgique, Suisse romande : 23 octobre 2013[6],[7]
- Classification[8] :
  - France : tous publics[9]
  - Belgique : tous publics (Alle Leeftijden)[6]
  - Suisse romande : interdit aux moins de 12 ans[10]

## Distribution
- Bernard Campan : Antoine
- Jean-Pierre Darroussin : Manu
- Éric Elmosnino : Jean
- Marc Lavoine : Alex
- Mattéo Fabre : Léo, le fils d'Alex
- Florence Thomassin : Juliette, la femme de Manu
- Catherine Wilkening : Nanou, la femme d'Alex
- Zoé Félix : Elsa
- Lucie Phan : Estelle
- Julie Bernard : Alice
- Marianne Viard : Joëlle, l'assistante
- Élisa Servier : Sophie
- Nora Mazouz : Lola
- Jules Stern : Arthur, le fils d'Antoine
- Anna Gaylor : Marie, la mère de Manu
- Myriam Lagrari : Sandrine, la fille de Manu
- Olivier Rosenberg : Nicolas, le fils de Manu
- Caroline Guillain : Margot, la fille de Jeff
- Amélie Gabillaud : Viviane, la fille de Jeff
- Émilie Chesnais : Charlotte, la fille d'Alex
- Valérie Stroh : Karine

## Musique
Sauf indication contraire ou complémentaire, les informations mentionnées dans cette section proviennent du générique de fin de l'œuvre audiovisuelle présentée ici.
- I'll Stand by You - The Pretenders
- Otherwise - Morcheeba
- Novembre - Philippe Montparnasse
- Lola - Philippe Montparnasse
- Over and Over - Morcheeba
- Gate 22 - Pascale Picard
- When You Know - Puggy
- Le Beau Danube bleu - Johann Strauss II
- We should be dancing - Variety Lab et David Bartholomé
- La Pie voleuse - Gioachino Rossini
- Alice - Gioachino Rossini
- Our love is easy - Melody Gardot
- You will never know - Imany
- Round and Round - Sophie Hunger
- Daintree Rainforest - Rick's Record
- People Help the People - Birdy
- Goodnight Moon - Shivaree
- Rock'n'Roll - Flash Lightnin'
- Blackjack - Airbourne
- How Deep Is Your Love (en) - The Rapture
- Se ne va - Claudia Donato
- Domani Ti Sposi - Patricia Carli
- La solitudine - Claudia Donato

## Accueil

### Accueil critique
En octobre 2013, dans Le Figaro Magazine, Clara Géliot écrit : « Quel plaisir un cinéaste peut-il prendre à refaire à plusieurs reprises le même film ? On poserait bien la question à Marc Esposito tant Le Cœur des hommes 3 ressemble aux deux précédents. […] Autant d'éléments qui faisaient le sel et le charme de son premier long-métrage de fiction et grâce (ou a cause) desquels, dix ans après, on s'en souvient si bien. […] La comédie s'achève sur cette phrase de Darroussin : « On n'est jamais à l'abri de rien ». Même pas d’un quatrième volet, hélas ».

## Suite
Marc Esposito a avoué qu'il « aimerait beaucoup aller jusqu'à 5 volets au moins », déjà partant pour tourner Le Cœur des hommes 4. Mais comme il le dit lui-même, « déjà il faut que le 3 marche ». Or, le film a réalisé 463 346 entrées en France, ce qui est un relatif échec comparé aux deux premiers volets,.

## Commentaires
- Pour ce troisième volet, Gérard Darmon n'a pas eu envie de reprendre le rôle de Jeff après un différend avec Marc Esposito[14]. Pour compenser son absence, le réalisateur a introduit le personnage de Jean, interprété par Éric Elmosnino, qui se joint à son tour à la bande d'amis.
- On note également l'absence de Valérie Kaprisky qui jouait Jeanne Dulieu, second amour d'Antoine dans le deuxième film. Dans l'histoire, Antoine se serait séparé d'elle après quelques années de vie commune.
- Fabienne Babe, qui interprétait Lili, la femme, puis l'ex-femme d'Antoine dans les 2 précédents volets, n'apparait pas non plus dans ce troisième volet. Par contre, on retrouve Jules Stern alias Arthur (fils d'Antoine) apparaissant dans une Webcam. Dans le film, celui-ci est parti faire ses études en Chine et envisage d'épouser sa fiancée chinoise.
- Sur l'affiche du film, on remarque que les acteurs sont en fait placés selon l'ordre alphabétique de leurs noms. De gauche à droite : Campan, Darroussin, Elmosnino et Lavoine.